# کارتیرهایده
کارتیرهایده (به هلندی: Cartierheide) یک منطقهٔ مسکونی و جنگل در هلند است که در North Brabant, Netherlands and Campine واقع شده‌است.